# Ризлинг
Ризлинг је сорта белог грожђа која потиче из долине реке Рајне у Немачкој. Сматра се након шардонеа и совињон блана за трећу најважнију врсту. Познат је још и као рајнски ризлинг. Вино од овог грожђа је сладуњавог укуса, а подсећа на мед, зреле јабуке и лимете.
Највише се гаји у виноградарских регионима Немачке и Француске (долина долина Рајне), затим Аустралије, Швајцарске, Јужне Африке, Калифорније, Аустралије, а популарно је и у Србији, Румунији и Молдавији. Ризлинг има дугу историју, његово прво спомињање датира из XV века судећи по документима из Немачке.

## Галерија
- Виноград
- Немачки ризлинг
- Аустралијски ризлинг